# Erling (Andechs)
Erling ist ein Gemeindeteil von Andechs im oberbayerischen Landkreis Starnberg. Der Ort zählt 2139 Einwohner.

## Geschichte
Erling wird im Jahr 776 als Erilingun erstmals urkundlich erwähnt. Es liegt der bajuwarische Personenname Erilo/Eriluin zugrunde.
Bis zur Säkularisation war das Gebiet eine geschlossene Hofmark. Erling, unterhalb des Klosters Andechs gelegen, wurde 1818 eine selbstständige politische Gemeinde. Im Jahr 1874 wurde die Freiwillige Feuerwehr Erling gegründet.

Erling, vom Turm der Kloster- und Wallfahrtskirche St. Maria von Andechs

Die Gemeinde Erling wurde am 30. April 1956 amtlich in Erling-Andechs umbenannt. Im Zuge der Gebietsreform in Bayern wurde am 1. Juli 1976 die Gemeinde Machtlfing in die Gemeinde Erling-Andechs eingegliedert. Am 1. Januar 1978 kam Frieding hinzu. Am 2. Januar 1978, also nur einen Tag später, wurde der Gemeindename Erling-Andechs amtlich in Andechs geändert.
Mit Bebauungsplan wurden 2017 3,6 Hektar zur weiteren Bebauung ausgewiesen. Bebaut werden die Stadlerwiese und am Klosterberg Süd. Insgesamt sind mindestens 42 Wohneinheiten geplant, die von einer Wohnungsbaugenossenschaft und der VR Bank bebaut werden sollen. Der gemischte Bau der VR Bank soll Ende 2023 eröffnet werden.

## Kultur und Sehenswürdigkeiten

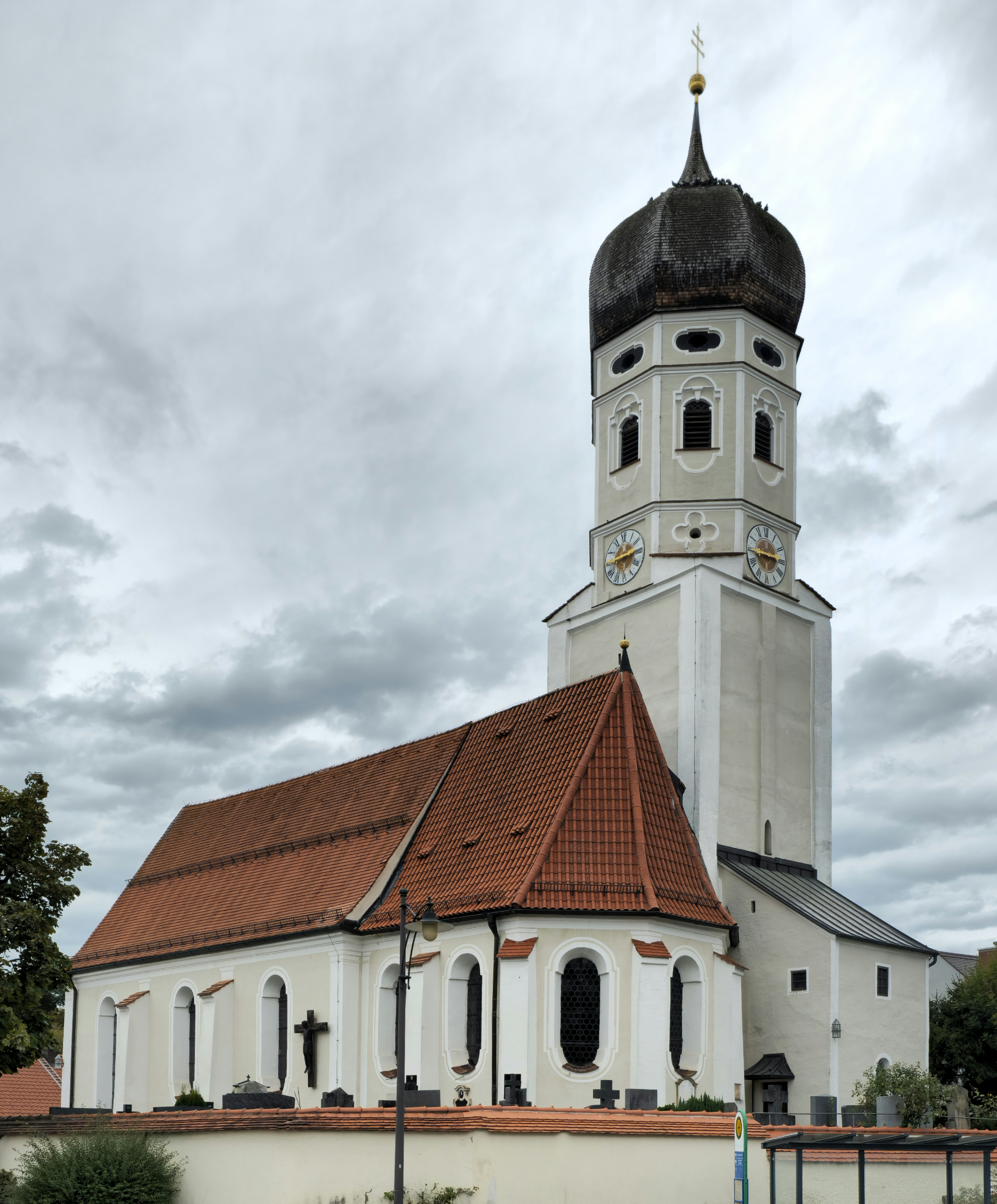
Pfarrkirche St. Vitus

→ Liste der Baudenkmäler in Andechs#Erling

### Kultur
In der Kientalstraße 1 befindet sich seit 2008 ein privates Feuerwehrmuseum, das von einem „Historischen Verein“ betrieben wird.
Der TSV Erling-Andechs bietet Fußball, Turnen, Stockschießen und Tennis im Breitensport an.

### Baudenkmäler
- Katholische Pfarrkirche St. Vitus, im Kern spätmittelalterlich.
- Gasthof Post
- Friedenskapelle
- Andechser Straße 11, zweigeschossiges Einfirstbau-Wohnstallhaus, 1845.
- Ehemalige Dorfschmiede, Besengaßl, erste Hälfte 19. Jahrhundert.
- Kientalstraße 2, Ehemaliges Kleinbauernhaus, verbretterter Blockbau-Wohnteil, 17./18. Jahrhundert.

und weitere

Ehemalige Dorfschmiede
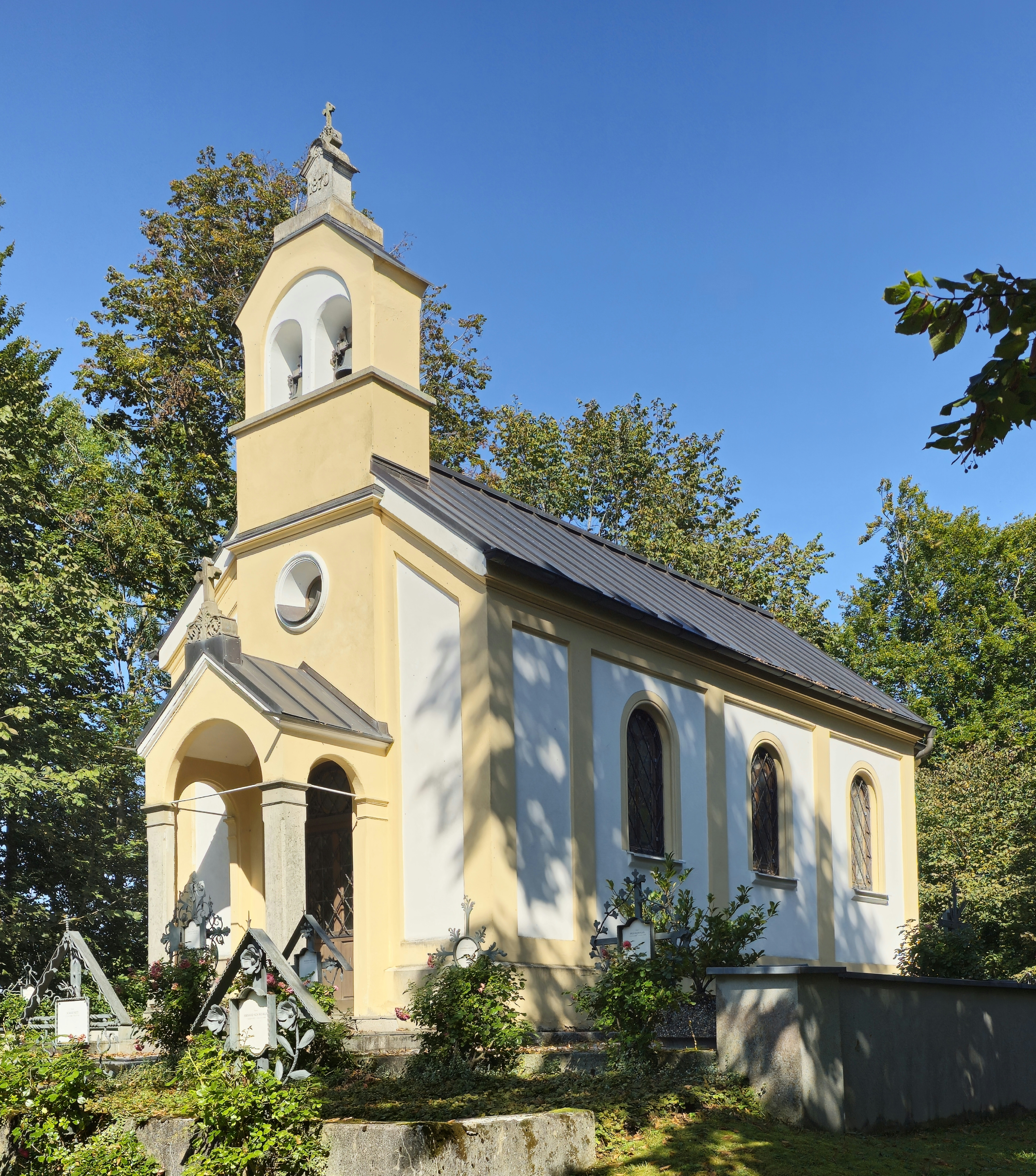
Friedenskapelle
Gasthof Post
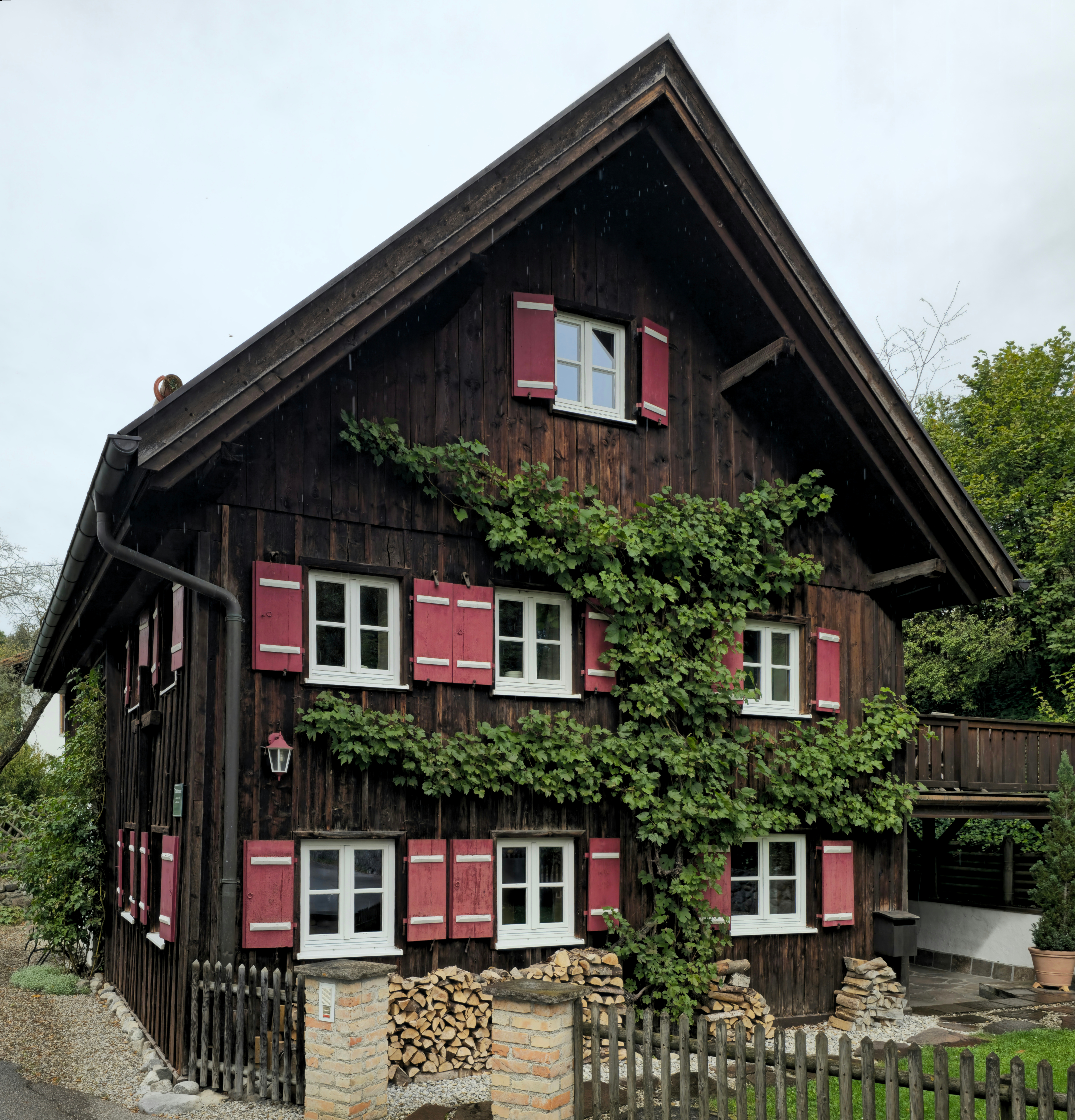
Kientalstraße 2
Andechser Straße 11

## Wirtschaft
Erling ist Sitz der Andechser Molkerei.

## Natur
Durch den Ort fließt der Kienbach.
Südlich des Hauptortes befindet sich das Naturschutzgebiet Mesnerbichl, das durch seine Magerrasenvegetation von Bedeutung ist.

## Persönlichkeiten
- Georg Beer (1816–1876), Orgelbauer
- Ludwig Eisenschmid, Orgelbauer-Dynastie
- Eduard Werner (* 1933), Historiker und Autor
- Bert Hölldobler (* 1936), Verhaltensforscher, Soziobiologe und Evolutionsökologe